# Carlos Barbosa (ort)
Carlos Barbosa är en ort i Brasilien.   Den ligger i kommunen Carlos Barbosa och delstaten Rio Grande do Sul, i den södra delen av landet, 1 500 km söder om huvudstaden Brasília. Carlos Barbosa ligger 680 meter över havet och antalet invånare är 19 105.
Terrängen runt Carlos Barbosa är kuperad åt sydväst, men åt nordost är den platt. Runt Carlos Barbosa är det ganska tätbefolkat, med 93 invånare per kvadratkilometer.. Närmaste större samhälle är Bento Gonçalves, 14,1 km norr om Carlos Barbosa.
I omgivningarna runt Carlos Barbosa växer i huvudsak städsegrön lövskog.